# Граница Синглтона
Граница Синглтона (названная в честь Р. К. Синглтона) устанавливает предел мощности кода {\displaystyle C} с символами из поля {\displaystyle \mathbb {F} _{q}} длины {\displaystyle n} и минимального расстояния Хэмминга {\displaystyle d}.
Для {\displaystyle A_{q}(n,\;d)} - максимально возможной мощности {\displaystyle q}-ичного кода длины {\displaystyle n} ({\displaystyle q}-ичный код — это код над полем из {\displaystyle q} элементов) с минимальным  расстоянием Хэмминга между двумя словами кода {\displaystyle d} (то есть {\displaystyle \mathrm {D} _{H}(w,\;w')\geqslant d} для любых двух кодовых слов {\displaystyle w} и {\displaystyle w'}) выполняется следующее неравенство:
{\displaystyle A_{q}(n,\;d)\leqslant q^{n-d+1}.}

## Доказательство
В первую очередь заметим, что верхняя граница максимальной мощности любого {\displaystyle q}-ичного кода длины {\displaystyle n} равняется {\displaystyle q^{n}}, так как каждый компонент данного кодового слова может принимать одно из {\displaystyle q} разных значений независимо от других компонентов.
Пусть {\displaystyle C} является {\displaystyle q}-ичным кодом. Тогда все слова {\displaystyle c\in C} в кодe отличны друг от друга. Если мы сотрём первые {\displaystyle d-1} символов каждого слова, тогда все оставшиеся кодовые слова должны оставаться разными, так как расстояние Хэмминга между словами кода {\displaystyle C} по меньшей мере {\displaystyle d}. Следовательно мощность кода после удаления {\displaystyle d-1} символов осталась прежней.
Длина нового слова
{\displaystyle n-(d-1)=n-d+1,}
и следовательно максимально возможной мощностью такого кода является
{\displaystyle q^{n-d+1}.}
Отсюда следует верхняя граница мощности и для изначального кода:
{\displaystyle A_{q}(n,\;d)\leqslant q^{n-d+1}.}

## Линейные коды
Для линейных кодов с {\displaystyle k} информационными символами  неравенство для границы Синглтона можно записать как
{\displaystyle q^{k}\leqslant q^{n-d+1}}
или
{\displaystyle k\leqslant n-d+1.}
Линейные коды, для которых выполняется равенство {\displaystyle k=n-d+1}, называются разделимыми кодами с максимальным расстоянием или кодами МДР. Известными представителями этого семейства кодов являются код Рида — Соломона и коды, образуемые из него.